# Fields of Gold: The Best of Sting 1984–1994
Fields of Gold: The Best of Sting 1984–1994 é um álbum dos melhores êxitos de Sting, lançado em 1994.
O disco conta com os singles dos álbuns The Dream of the Blue Turtles, ...Nothing Like the Sun, The Soul Cages e Ten Summoner's Tales. Conta ainda com duas novas músicas, "When We Dance" e "This Cowboy Song",

## Faixas
Todas as faixas por Sting.
1. "When We Dance" – 5:59
  - Canção nova
2. "If You Love Somebody Set Them Free" – 4:15
  - Lançada originalmente no álbum The Dream of the Blue Turtles.
3. "Fields of Gold" – 3:39
  - Lançada originalmente no álbum Ten Summoner's Tales.
4. "All This Time" – 4:55
  - Lançada originalmente no álbum The Soul Cages.
5. "Englishman in New York" – 4:36
  - Lançada originalmente no álbum The Dream of the Blue Turtles.
6. "Mad about You" – 3:50
  - Lançada originalmente no álbum The Soul Cages.
7. "It's Probably Me" - 5:29 Lançada originalmente no álbum Ten Summoner's Tales.
8. They Dance Alone" – 7:10
  - Lançada originalmente no álbum ...Nothing Like the Sun.
9. "If I Ever Lose My Faith in You" – 4:31
  - Lançada originalmente no álbum Ten Summoner's Tales.
10. "Fragile" – 3:53
  - Lançada originalmente no álbum ...Nothing Like the Sun.
11. "We'll Be Toghether" – 4:49
  - Versão alternativa da faixa original do álbum The Soul Cages.
12. "Moon Over Bourbon Street" – 3:59
  - Lançada originalmente no álbum The Dream of the Blue Turtles.
13. "Love is The Seventh Wave" – 3:49
  - Versão alternativa da faixa original do álbum ...Nothing Like the Sun.
14. "Russians" – 3:58
  - Lançada originalmente no álbum The Dream of the Blue Turtles.
15. "Why Should I Cry For You?" - 3:49
16. This Cowboy Song" – 5:00
17. "Fragil" - 3:56
  - Portuguese Version

## Paradas
| Parada                        | Posições |
| ----------------------------- | -------- |
| Reino Unido - UK Albums Chart | 2        |
| Suíça - Schweizer Hitparade   | 5        |
| Países Baixos - Acharts.us    | 5        |
| Nova Zelândia - RIANZ         | 5        |